# بنجامين هسياو
بنجامين هسياو (بالإنجليزية: Benjamin Hsiao)‏ هو كيميائي ومدرس ومخترِع ومهندس أمريكي، ولد في 12 أغسطس 1958 في تايبيه في تايوان.